# Star Trek V: The Final Frontier
Star Trek V: The Final Frontier (Brasil: Jornada nas Estrelas V: A Última Fronteira / Portugal: Star Trek V: A Última Fronteira) é um filme norte-americano de ficção científica lançado em 1989 dirigido por William Shatner, escrito por David Loughery e produzido por Harve Bennett. É o quinto longa-metragem da franquia Star Trek e é estrelado por todo o elenco original da série de televisão da década de 1960. Na história, o capitão James T. Kirk e a tripulação da USS Enterprise-A confrontam o vulcano renegado Sybok, que está procurando um meio de chegar no centro da Via Láctea e assim encontrar Deus.
O filme foi dirigido por seu protagonista Shatner, tendo seguido o exemplo de seu companheiro de elenco Leonard Nimoy, que havia dirigido os dois filmes anteriores da série. Shatner também desenvolveu o enredo inicial em que Sybok procura por Deus mas acaba encontrando um ser alienígena. Gene Roddenberry, o criador de Star Trek, não gostou do roteiro original enquanto Nimoy e DeForest Kelley foram contra a ideia de que seus personagens, Spock e Leonard McCoy, se virariam contra o Kirk de Shatner. O roteiro passou por diversas revisões a fim de agradar o elenco e a Paramount Pictures, incluindo cortes nos efeitos de seu clímax. O estúdio iniciou as filmagens em outubro de 1988 apesar de uma greve dos roteiristas ter atrapalhado a pré-produção.
Vários veteranos da franquia Star Trek participaram da produção: o desenhista de produção Nilo Rodis desenvolveu muitos dos projetos para os locais da história, planos, personagens e figurinos, enquanto Herman Zimmerman serviu como diretor de arte, reutilizando vários cenários de Star Trek: The Next Generation. O filme foi marcado por problemas de produção nos cenários e durante as filmagens em locação no Parque Nacional de Yosemite e no Deserto de Mojave. Por as equipes da Industrial Light & Magic estarem muito ocupadas com outras produções, a empresa de Bran Ferren ficou encarregada dos efeitos visuais e especiais, que precisaram ser revisados várias vezes para manter os custos baixos. O encerramento da história precisou ser modificado por causa de reações negativas de públicos testes e o fracasso dos efeitos planejados. O compositor Jerry Goldsmith retornou para criar a trilha sonora, trazendo de volta e expandindo vários de seus temas compostos originalmente para Star Trek: The Motion Picture.
The Final Frontier foi lançado na América do Norte em 9 de junho de 1989, em meio um período lotado de outros filmes sequência e grandes sucessos de bilheteria. Mesmo assim ele estreou na primeira posição e teve a maior arrecadação do que qualquer outro filme da série até então em seu primeiro fim de semana, porém sua bilheteria caiu rapidamente ao longo das semanas seguintes. O longa acabou sendo um grande fracasso comercial e recebeu críticas mistas para negativas que, segundo o produtor executivo Ralph Winter, quase mataram a franquia. A Paramount mesmo assim optou por produzir mais um filme com o elenco original, Star Trek VI: The Undiscovered Country, que foi recebido de forma bem mais positiva.

## Enredo
A tripulação da recém comissionada USS Enterprise-A está de licença depois da viagem inaugural da nave ter transcorrido cheia de problemas. O capitão James T. Kirk está acampando no Parque Nacional de Yosemite junto com seus melhores amigos, Spock e Leonard McCoy. A licença é interrompida quando a Frota Estelar ordena que a nave vá até o planeta Nimbus III resgatar os embaixadores humano, klingon e romulano, que foram feitos de reféns. O capitão klingon Klaa descobre sobre a missão da Enterprise e decide ir atrás de Kirk a fim de alcançar glória pessoal.
A Enterprise descobre em Nimbus que o vulcano renegado Sybok, o meio-irmão de Spock, está por trás da situação dos reféns. Sybok revela que o incidente era na verdade um estratagema a fim de atrair uma nave estelar até o planeta. Ele deseja usar a nave para poder alcançar o planeta mítico Sha Ka Ree, o local onde a Criação supostamente começou; o lugar está atrás de uma barreira aparentemente intransponível localizada no centro da galáxia. Sybok subverte a vontade dos reféns e tripulantes utilizando sua habilidade de revelar e curar as dores mais profundas de uma pessoa através de um elo mental. Apenas Spock e Kirk mostram-se resistentes ao processo; o primeiro não demonstra reação à experiência enquanto o segundo recusa a oferta, contando que sua dor é o que lhe faz humano. Sybok percebe que precisa da liderança e experiência do capitão para navegar a Enterprise até Sha Ka Ree, relutantemente declarando uma trégua para poder alcançar seu objetivo.
A Enterprise consegue passar pela barreira e é perseguida pela nave de Klaa, descobrindo um único planeta desértico. Sybok, Kirk, Spock e McCoy descem para a superfície, com o primeiro chamando por sua visão de Deus. Uma entidade aparece depois de um tempo, afirmando ser Deus, e exige que a Enterprise chegue mais perto do planeta depois de descobrir como os quatro ultrapassaram a barreira da galáxia. A entidade ataca Kirk depois deste mostrar-se cético e perguntar "Por quê Deus precisa de uma nave estelar?" Os outros expressam suas dúvidas sobre um divindade que inflige dor nas pessoas por puro prazer.
Sybok percebe sua loucura e sacrifica-se para poder combater a criatura e permitir que os outros escapem. Kirk ordena que a Enterprise dispare um torpedo fotônico no local, porém com pouco efeito. Spock e McCoy voltam para a nave, porém Klaa ataca a Enterprise antes do capitão ser teletransportado de volta. A entidade vingativa reaparece e tenta matar Kirk, porém a nave de Klaa a destrói com uma salva de tiros. Kirk é levado para a nave klingon, onde Spock e o general Korrd forçam Klaa a recuar. A Enterprise e os klingons pouco depois celebram um pequeno período de calma, e em seguida Kirk, Spock e McCoy voltam para suas férias em Yosemite.

## Elenco

Fotografia de Bruce Birmelin do elenco principal de The Final Frontier. Em pé, da esquerda para direita: Nimoy, Takei, Koenig, Doohan, Kelley e Nichols. Sentado: Shatner. Esta fotografia posteriormente seria incluída dentro do filme Star Trek Beyond.

- William Shatner como James T. Kirk, o oficial comandante da USS Enterprise-A. Shatner praticou ginástica aeróbica e musculação a fim de preparar-se para o papel. As atividades físicas e deveres de diretor lhe forçavam a acordar todos os dias às 4h da manhã, independente da hora que tinha ido dormir.[3]
- Leonard Nimoy como Spock, o oficial de ciências da Enterprise. Nimoy comentou que The Final Frontier foi o filme mais físico da série, que refletia a sensibilidade enérgica de Shatner e aquilo que ele mais gostava de fazer na série original: "correr e pular". O ator também se lembrou das tentativas do diretor de lhe ensinar a andar de cavalo, mesmo Nimoy já tendo cavalgado sem sela na época em que interpretava nativos norte-americanos em seriados da Republic Pictures.[3]
- DeForest Kelley como Leonard McCoy, o oficial médico chefe da Enterprise. Kelley também percebeu a fisicalidade necessária para o filme e gostou de fazer coisas que há anos não lhe pediam para fazer. O ator comentou: "Eu fiquei muito feliz por ver que [Shatner] trouxe de volta em bom estilo".[3] Kelley afirmou que sua própria ambição para dirigir tinha desaparecido após ver todas as dificuldades que Nimoy passou nos dois filmes anteriores de Star Trek.[4]
- Laurence Luckinbill como Sybok, um vulcano renegado e meio-irmão de Spock. Sean Connery originalmente foi abordado para interpretar o papel, porém na época ele estava ocupado com Indiana Jones and the Last Crusade.[3] Shatner descobriu Luckinbill por acaso, zapeando por canais de televisão tarde da noite e vendo o ator interpretar Lyndon B. Johnson.[5] O diretor ligou para ele e lhe ofereceu o papel, com Luckinbill aceitando imediatamente.[6]

Outros membros da tripulação da Enterprise incluem os regulares James Doohan como o engenheiro chefe Montgomery Scott, Walter Koenig como o navegador Pavel Chekov, Nichelle Nichols como a oficial de comunicações Uhura e George Takei como o piloto Hikaru Sulu. Takei afirmou que Shatner manteve uma atmosfera criativa e entusiasmada no cenário mesmo com a pressão do estúdio para que o filme fosse completado em tempo: "Eu tenho enorme admiração pela habilidade dele de bloquear esse tipo de pressão de espalhar-se pelo cenário". O ator afirmou que seu maior desafio no filme foi aprender a andar de cavalo. Além disso, Takei reconheceu que "apesar de nossa história pessoal às vezes tensa, eu achei que trabalhar com Bill [Shatner] como diretor foi surpreendentemente agradável".
O diretor de elenco Bill Shepard ficou encarregado de preencher os papéis adicionais. Ele vasculhou através de testes iniciais com atores promissores e então apresentou suas escolhas a Shatner. Ambos chamaram os atores de volta para mais testes pelo menos duas ou três vezes antes de finalmente escolherem cada papel. Outros atores incluíam Todd Bryant como o capitão klingon Klaa e Spice Williams-Crosby como sua assistente Vixis. Bryant estava jogando tênis de mesa em uma festa na praia quando Shepard lhe ofereceu o papel. O ator fez o teste duas vezes, já que o diretor tinha pedido que ele repetisse sua interpretação falando em klingon. Williams-Crosby chegou para fazer seu teste achando que Vixis seria um interesse romântico de Kirk, porém posteriormente comentou que foi "divertido" interpretar uma vilã.
David Warner, Charles Cooper e Cynthia Gouw respectivamente interpretaram os embaixadores humano, klingon e romulana em Nimbus III. Warner não fez testes, porém concordou em interpretar o papel depois de Shatner prometer que o personagem não morreria no final. O diretor originalmente queria que George Murdock interpretasse o diplomata klingon, porém mudou de ideia depois de ver a performance de Cooper. Murdock acabou em vez disso recebendo o papel da entidade "Deus". Bill Quinn interpretou o pai de McCoy em seu último trabalho como ator antes de morrer. O produtor Harve Bennett fez uma ponta como um almirante da Frota Estelar apelidado de Bob.

## Produção

### Desenvolvimento
| “                 | ... Star Trek V é a epítome da minha carreira, minhas experiências, minhas esperanças e sonhos. É a quintessência de mim. | ” |
| — William Shatner | |   |

Os advogados de William Shatner e Leonard Nimoy elaboraram durante a série de televisão original Star Trek aquilo que Shatner chamou de a "cláusula das nações favorecidas", significando que qualquer coisa que o próprio Shatner recebesse – como por exemplo um aumento salarial ou controle do roteiro – Nimoy também receberia e vice-versa. Este havia dirigido os filmes Star Trek III: The Search for Spock e Star Trek IV: The Voyage Home. Shatner anteriormente tinha dirigido peças teatrais e episódios de televisão. O ator recebeu a promessa de que poderia dirigir o próximo filme da franquia quando assinou seu contrato para The Voyage Home após uma disputa salarial.

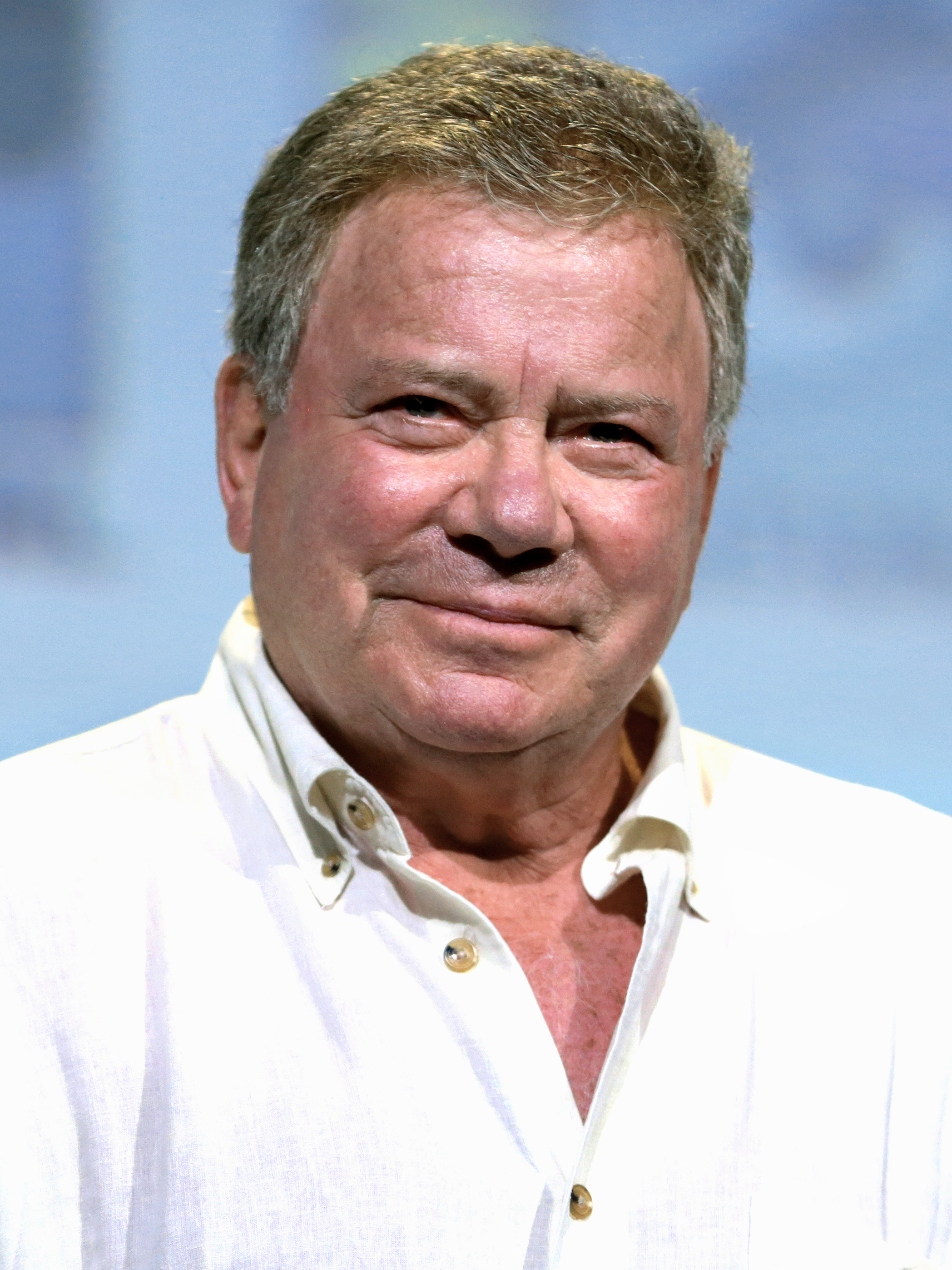
William Shatner começou a elaborar a história de The Final Frontier antes de oficialmente receber a posição de diretor.

Shatner concebeu sua ideia para a história do filme antes mesmo de receber oficialmente a posição de diretor. Sua inspiração foi televangelistas: "Eles eram repulsivos, estranhamente horripilantes, e mesmo assim eu fiquei absolutamente fascinado". Shatner ficou intrigado de que não apenas essas personalidades eram capazes de convencer outros que Deus estava falando diretamente para eles, mas também como haviam tornado-se ricos por aquilo que considerava mensagens falsas. Os televangelistas tornaram-se a base para o personagem Zar, posteriormente Sybok. O primeiro esboço chamava-se An Act of Love, com muitos elementos sobrevivendo até o filme final: as férias em Yosemite, o sequestro de reféns klingon, humano e romulano e o enganoso planeta paraíso. Nesta versão, James T. Kirk seria sobrepujado pelo número superior de seguidores de Zar, com Spock, Leonard McCoy e o restante da tripulação da USS Enterprise-A passando a acreditar na divindade do vilão. Kirk fingiria aceitar as crenças de Zar para poder viajar até o planeta de Deus, que para Shatner seria um lugar completamente desolado. O capitão confrontaria "Deus", com a imagem deste transformando-se no Diabo e forçando Kirk, Spock e McCoy a se separarem. Kirk escaparia e voltaria para salvar seus amigos de serem enviados ao Inferno.
Shatner apresentou sua ideia para Frank Mancuso, então chefe da Paramount Pictures, ainda durante as filmagens de The Voyage Home. Mancuso gostou e concordou em contratar um roteirista para escrever um tratamento. Shatner queria o escritor Eric Van Lustbader, porém as negociações entre este e a Paramount falharam devido ao pedido do autor por um salário de um milhão de dólares. O diretor escreveu ele mesmo a história e a entregou para Ned Tanen, presidente de produção da Paramount.
O produtor Harve Bennett estava exausto de seu trabalho nos três filmes anteriores da série e desejava seguir em frente, achando que não fazia parte da "família" Star Trek e que tinha sido anteriormente maltratado por Nimoy. O produtor insistiu em um encontro na sua casa quando Shatner tentou convencê-lo a reconsiderar. Bennett concordou em retornar depois de várias horas de discussão. O produtor discordava de vários elementos da história do diretor, achando que ninguém poderia responder com certeza a questão sobre a existência de Deus e dessa forma o final do filme jamais seria satisfatório. Bennett também disse a Shatner que achava que The Final Frontier mais parecia um poema sinfônico em vez de uma história de aventura. O estúdio concordou com o produtor, raciocinando que o assunto seria muito pesado ou ofensivo para a maioria dos expectadores.
Shatner e Bennett começaram a retrabalhar a história. Os dois ficaram preocupados que seria anti-climático saber sobre as motivações de Sybok no começo da história e decidiram mover a revelação para mais adiante no enredo. O diretor também afirmou que o produtor foi quem sugeriu transformar a entidade Deus em um "alienígena maligno fingindo ser Deus para benefício próprio". Shatner, Bennett e a Paramount ficaram satisfeitos com os ajustes e em seguida foram falar com Nicholas Meyer, diretor e roteirista de Star Trek II: The Wrath of Khan, para que este pudesse escrever um roteiro, porém ele não estava disponível. Bennett acabou encontrando um roteiro escrito por David Loughery e mostrou o trabalho para Shatner, que concordou que o roteirista seria uma boa escolha para a tarefa de escrever o quinto filme de Star Trek.
Entretanto, nem todos ficaram satisfeitos com a história. Gene Roddenberry, o criador de Star Trek, foi de forma geral contra a busca dos personagens por Deus e particularmente contra a ideia de representar o Deus a partir da visão da religião ocidental. Um dos empregados de Roddenberry sugeriu que a animosidade do criador da franquia com a história de The Final Frontier vinha desde Star Trek: The Motion Picture. Roddenberry queria ter abordado o primeiro filme da série a partir de ideias similares que investigavam a natureza de Deus, porém fora rejeitado pela Paramount. Roddenberry, Nimoy e DeForest Kelley todos discordavam que Spock e McCoy deveriam trair Kirk, algo que Loughery justificou como tendo sido feito para criar um conflito de "um homem fica sozinho" contra o resto.
Loughery parou de trabalhar no roteiro em março de 1988 quando o Sindicado dos Roteiristas da América entrou em greve, com a produção sendo atrasada ainda mais após Nimoy ter começado a trabalhar em outro projeto. Shatner reconsiderou elementos da história durante esse período; ele fez do personagem de Sybok alguém mais suave e simpático. Loughery retornou em agosto quando a greve terminou e enquanto Shatner viajava para um trabalho. O diretor sentiu-se traído pelas ideias do roteirista ao retornar, sentindo que a procura por Deus tinha se transformado na procura pelo paraíso mítico de Sha Ka Ree – uma brincadeira de palavras com "Sean Connery", quem a equipe originalmente queria para o papel de Sybok. Sha Ka Ree permaneceu apesar de Shatner ter convencido Bennett e Loughery a revisarem boa parte do roteiro; porém, o elemento foi alterado para um local de grande conhecimento do qual Sybok tinha recebido suas visões. O enredo também foi reformulado para abordar as preocupações expressadas por Nimoy e Kelley.
Kelley, Nimoy e Roddenberry deram sua aprovação para o roteiro revisado, porém a Paramount estava preocupada que The Final Frontier ultrapassaria o orçamento e ordenou diversos cortes. Shatner originalmente tinha imaginado o clímax da história com anjos e demônios, depois convertendo-os em monstros de pedra que o falso deus animaria a partir da terra. O diretor queria seis criaturas, mas foi forçado a aceitar apenas uma. O estúdio correu para colocar o filme em produção no final de 1988 por temer que o momento da franquia tinha desaparecido após The Voyage Home, mesmo com a greve de roteiristas tendo cortado a pré-produção pela metade.

### Arte
Nilo Rodis, que havia trabalhado nos dois filmes anteriores da série, foi nomeado como desenhista de produção e trabalhou junto com Shatner para estabelecer o desenho visual de The Final Frontier. O diretor queria uma sensação mais realista para o universo de Star Trek e assim os dois colaboraram para visualizar o longa do começo ao fim. Shatner explicou toda a história em uma sessão que durou o dia inteiro, com Rodis voltando para casa e esboçando cada cena do roteiro. O diretor ficou satisfeito com os resultados, especialmente as visões do artista para os planos maiores e mais dramáticos.
A abordagem de Rodis no desenvolvimento inicial dos personagens e figurinos foi significativa. Shatner elogiou os desenhos das roupas como futuristas mas plausíveis, além de manter a continuidade estabelecida nos filmes anteriores de Star Trek. O diretor ficou decepcionado com os figurinistas que foram contatados para realizar as ideias do desenhista, sugerindo então que o próprio Rodis assumisse também a função de figurinista. Bennett contratou Dodie Shepard como supervisora de figurinos; seu trabalho era supervisionar a fabricação das roupas e acompanhar as vestes durante as filmagens. Shepard vestiu os figurantes com itens já existentes tirados dos armazéns da Western Costume com o objetivo de economizar dinheiro. O orçamento limitado não permitiu que Shatner redesenhasse completamente os uniformes da Frota Estelar, porém Rodis criou novos uniformes de campo marrons para as locações de The Final Frontier além de roupas casuais para a tripulação usar durante a licença.
Rodis e Shatner também esboçaram como deveria ser o visual dos vários alienígenas que aparecem no filme. O diretor escolheu Kenny Myers como artista maquiador de efeitos especiais. Myers discutiu os esboços com Shatner e fez moldes dos rostos dos atores usando algina dental. Estes moldes foram utilizados para as maquiagens de qualidade "A", criações de alta qualidade para close-ups, além de máscaras menos complicadas que eram usadas por figurantes que ficavam no fundo da cena. Shatner contratou Richard Snell como supervisor de maquiagem, aconselhando-o a fazer com que cada testa klingon fosse distinta da outra.
Shatner contratou Herman Zimmerman como o diretor de arte. Sua decisão foi baseada no trabalho de Zimmerman em Star Trek: The Next Generation, sentindo que o diretor de arte poderia transmitir bem sucedidamente sua estética futurista mas realista. Zimmerman imediatamente foi encarregado de desenhar cenários completamente novos para a ponte da Ave de Rapina klingon, a ponte, poço do elevador e entranhas da Enterprise e os interiores de Nimbus III. Em determinado momento ele estava construindo cinco cenários ao mesmo tempo. O chefe do departamento de arte Michael Okuda criou os controles retroiluminados LCARS para a Ave de Rapina e Enterprise. Os corredores da Enterprise eram modificações daqueles usados para The Next Generation. Apenas o cenário da ponte de comando custou 250 mil dólares. A Cidade Paraíso de Nimbus III foi uma das últimas locações a ser projetada e criada já que seu desenho dependia de qual locação exterior e terreno fossem usados. Zimmerman criou em três dias um esboço, inspirando-se em fortalezas circulares marroquinas. A criação da cidade custou quinhentos mil dólares e demorou cinco semanas para ser realizada sob um calor de 38 °C.
Tim Downs ficou encarregado de procurar possíveis locações para as filmagens. Ele foi atrás de um local que poderia se passar por três lugares diferentes sem a necessidade da produção precisar mover-se ou mudar de hotel: a cena de abertura, os planos de estabelecimento de Sha Ka Ree e a Cidade Paraíso de Nimbus III. Downs estava familiarizado com o Deserto de Mojave e achou que as locações próximas de Ridgecrest na Califórnia serviriam às necessidades do longa, dessa forma ele tirou fotografias baseado nos esboços entregues por Rodis sobre como seria o visual dos lugares. Downs também tirou fotos com filtros e tentou realizar efeitos de poeira com seu carro a fim de replicar como algumas das sequências seriam filmadas. Shatner avaliou as fotografias tiradas e achou que as locações encontradas seriam perfeitas para o filme.

### Filmagens

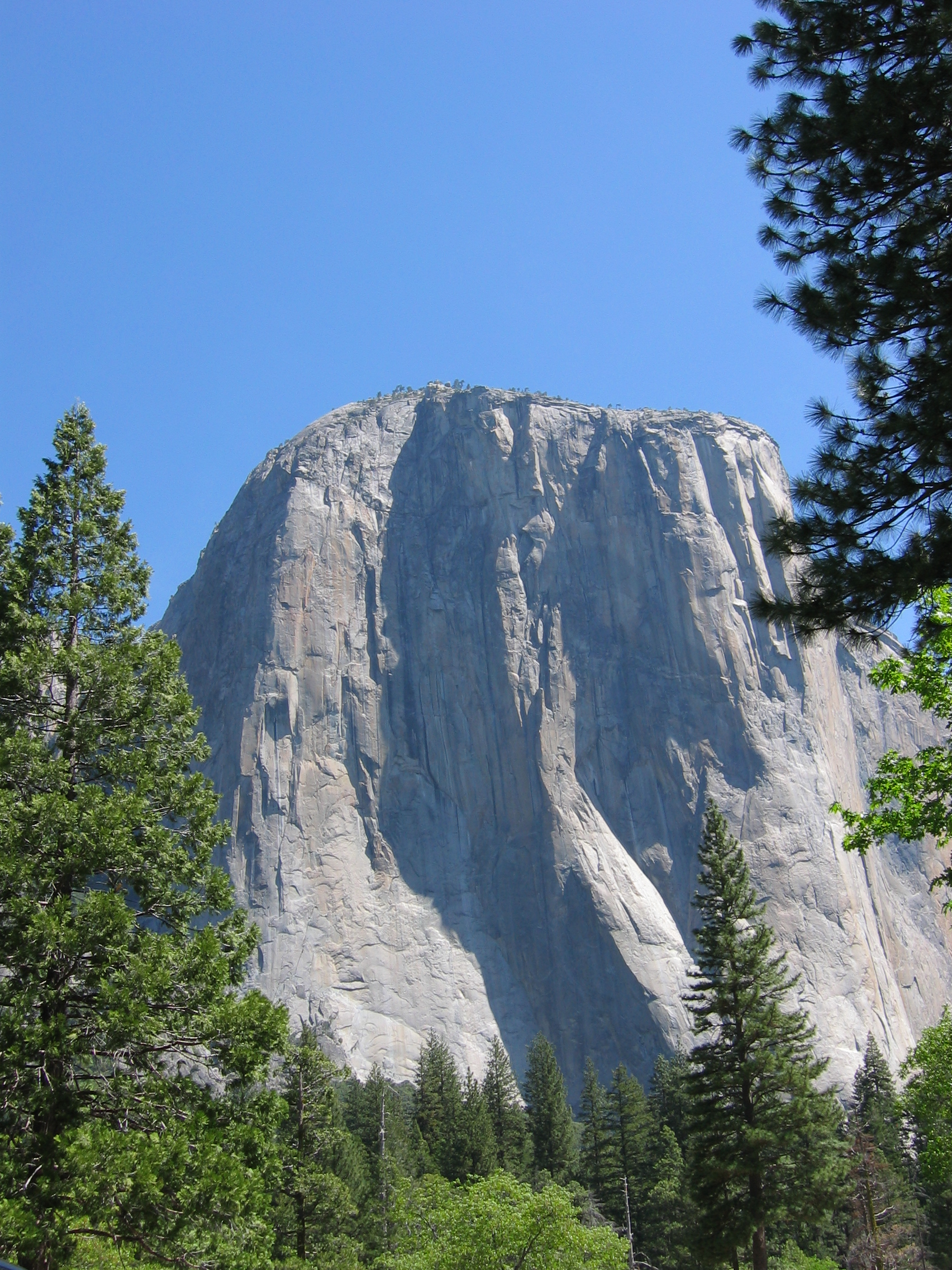
O El Capitan em Yosemite, uma das locações de filmagem.

As filmagens de The Final Frontier começaram em outubro de 1988 dentro e ao redor da cidade de Los Angeles. O sindicato dos caminhoneiros de Hollywood entrou em greve pouco depois do começo das filmagens em locação com o objetivo de protestar contra cortes de salários e mudanças na hora extra. A produção foi atrás de motoristas não sindicalizados para poder manter o cronograma, mesmo sabendo que os sindicalistas poderiam retaliar ao sabotarem equipamentos ou voarem com aviões sobre as filmagens a fim de acabarem com as gravações de áudio. Um dos caminhões de câmera da produção explodiu no estacionamento do estúdio, com os motoristas não sindicalizados dirigindo até o Parque Nacional de Yosemite durante a madrugada e escoltados por policiais.
As cenas de Yosemite foram filmadas em locação. Planos abertos de Kirk escalando a montanha foram filmadas com dublês, enquanto os planos fechados de Shatner tinham um modelo de fibra de vidro posicionado em frente da câmera, com montanhas reais visíveis ao fundo. O ator e diretor tinha passado duas semanas treinando em uma réplica de madeira na Paramount com dois treinadores. O diretor de fotografia Andrew Laszlo procurou por um pico alto em que a produção criou um pedaço da montanha com uma rede de segurança. O plano visto de cima deu a impressão que Kirk estava escalando em uma altura enorme, com elementos de fundo artificiais como piscinas tendo sido camuflados. Spock assiste a escalada de Kirk na mesma cena, salvando-o com botas antigravidade depois do capitão escorregar e cair. A maioria dos planos enquadravam Nimoy da cintura para cima; nestas cenas o ator estava suspenso por uma grua a fim de lhe dar um efeito "flutuante" apropriado. Imagens em tela azul de Shatner caindo foram depois filmadas na Paramount, enquanto o dublê Ken Bates estabeleceu um recorde de maior queda norte-americana ao cair do El Capitan com a ajuda de cabos de segurança para os planos abertos. A produção percebeu enquanto revisavam copiões dos dois primeiros dias de filmagens que um pinheiro durante um diálogo entre Kirk e Spock na escalada da montanha tinha aparecido e acabado com a sensação de altura, enquanto um plano de Shatner agarrando-se ao El Capitan parecia turvo pelas nuvens estarem obscurecendo o Sol e arruinando a profundidade de campo. Ambas as cenas precisaram ser depois refilmadas.
A produção seguiu para as locações do deserto ao final das filmagens em Yosemite. Nimbus III e a Cidade Paraíso foram criadas no Deserto de Mojave. A cidade foi construída como se fosse uma espécie de coleção acidental de partes de naves espaciais e sucatas futurísticas. Shatner "perdeu o controle" durante as filmagens sob um calor de 43 °C, insultando o eletricista chefe e ignorando o pedido de Laszlo por mais tempo para preparar a iluminação. Um motorista não apareceu para o trabalho e deixou o diretor e uma equipe mínima presos no deserto, porém um guarda do parque apareceu e a produção conseguiu filmar cenas dos seguidores de Sybok antes de perderem a luz do dia. Shatner chamou de "a evasiva de Sybok" a resultante caminhada à meio-passo dos figurantes desidratados. A produção passou mais três semanas filmando o resto das cenas no deserto, terminando a última cena pouco antes do amanhecer e da viagem de volta para Los Angeles.
A equipe filmou na Paramount todas as cenas que se passavam dentro de estúdios, incluindo os interiores da Enterprise, da Ave de Rapina, da Cidade Paraíso e também a locação da cena da fogueira. A produção foi mais calma e a equipe conseguiu filmar as cenas antes do previsto. Foi fabricado um cenário substituto para a locação do planeta Sha Ka Ree em que cenas adicionais foram filmadas e combinadas com as imagens feitas originalmente no Deserto de Mojave. A cena de Spock segurando Kirk depois deste cair do El Capitan foi filmada em um cenário que replicava a floresta e estava inclinado em noventa graus.
Shatner programou para que as cenas da fogueira fossem as últimas a serem filmadas, depois das quais o elenco e a equipe tiveram uma pequena celebração antes da tradicional festa de encerramento. O elenco comemorou o fim das filmagens na última semana de dezembro de 1988, com os atores realizando no dia 28 uma coletiva de imprensa dentro do cenário da ponte da Enterprise. Shatner retornou para os estúdios da Paramount alguns dias após o término das filmagens a fim de organizar o cronograma da pós-produção. Isto incluiu uma exibição de um corte bruto do filme sem os efeitos especiais para executivos do estúdio. O diretor lembra que o longa foi elogiado e que deixou a exibição "adorando" sua recepção; isto mostrou-se uma "vitória momentânea" até que ele visse os efeitos especiais.

### Efeitos
O produtor executivo Ralph Winter enfrentou durante a greve dos roteiristas aquilo que o jornalista Paul Mandell chamou de uma situação de efeitos "pouco invejável". A Industrial Light & Magic (ILM) tinha realizado os efeitos visuais e especiais para os três últimos filmes de Star Trek, com Winter desejando que eles retornassem para The Final Frontier. Entretanto, os melhores técnicos da companhia estavam ocupados trabalhando em Indiana Jones and the Last Crusade e Ghostbusters II. O produtor estava com um orçamento limitado e pouco tempo disponível, sendo forçado a procurar alternativas. Ele planejou criar o maior número possível de efeitos no estúdio ou através de truques de câmera com o objetivo de economizar tempo e dinheiro. Os cineastas pediram imagens testes de várias empresas de efeitos para julgarem qual estava mais capacitada para criar os principais efeitos do filme, incluindo o planeta Sha Ka Ree e a entidade "Deus" que lá residia. A companhia de efeitos Associates and Ferren de Bran Ferren foi a escolhida. Ferren tinha trabalhado em filmes como Altered States e Little Shop of Horrors; como a empresa estava sediada em Nova Iorque, The Final Frontier tornou-se o primeiro filme da franquia a ser produzido tanto na costa oeste quanto na leste dos Estados Unidos.

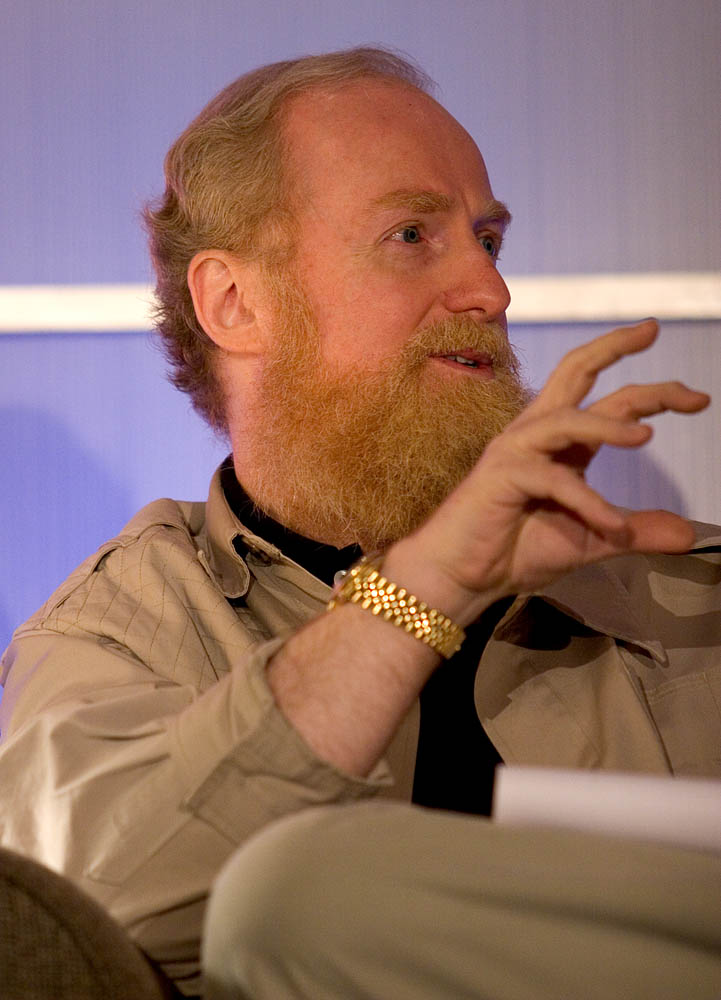
Bran Ferren foi escolhido para desenvolver os efeitos de The Final Frontier pois as melhores equipes da Industrial Light & Magic estavam ocupadas.

A Associates and Ferren tinha três meses para completar o trabalho nos efeitos, aproximadamente metade do cronograma usual da indústria. Shatner insistiu em ver muitas imagens testes antes de proceder com cada plano, pedindo mudanças demoradas caso não gostasse de algum efeito. Ferren promoveu uma abordagem de "baixa tecnologia" para realizar efeitos complicados, porém suas estimativas de custos eram muito caras e interferiam com o escopo de outras sequências ao vivo. Winter comentou que The Final Frontier tinha um orçamento de efeitos de quatro milhões de dólares, pouco mais do que em The Voyage Home, entretanto "A primeira passada, com todas as coisas que [Shatner] queria, era de [cinco a seis] milhões". O orçamento do filme subiu para 33 milhões de dólares com a adição dos números de Ferren. A Paramount convocou uma reunião com executivos e começou a cortar planos com efeitos.
Ferren rejeitou o uso de composições em tela azul em favor de retroprojeções a fim de reduzir a carga de trabalho dos efeitos visuais. Ele raciocinou que o processo economizaria tempo e fazia muito mais sentido para elementos como a tela visualizadora da Enterprise, em que uma composição tiraria a suavidade de uma imagem real transmitida. A projetista Lynda Weinman utilizou um computador Macintosh II para criar animações temporariamente incluídas dentro do filme, eventualmente substituídas pelos efeitos finalizados.
O clímax com o monstro de pedra acabou eventualmente abandonado devido dificuldades durante as filmagens. O monstro, apelidado de Homem Rocha, era uma grande fantasia de borracha que cuspia fogo ao comando. O pessoal da equipe de efeitos fumava cigarros e soprava a fumaça para dentro de um tubo da fantasia, carregando-a de fumaça que sairia lentamente e assim obscureceria as partes de borracha mais óbvias. O Homem de Rocha começou a sofrer problemas mecânicos no último dia de filmagem, parando de cuspir fogo e com o vento do deserto dissipando a fumaça. Como resultado, Shatner escreveu que "nosso cara na roupa de borracha boba no final parecia ... bem, um cara em uma roupa de borracha boba". O diretor estava sem tempo para voltar até a locação e foi forçado a fazer planos abertos na esperança que o lugar pudesse ser reproduzido dentro do estúdio, porém admitiu que provavelmente não iria funcionar para o filme.
Shatner e Ferren se encontraram no estúdio ao final das filmagens em locações e conservaram sobre como substituir o Homem Rocha. A ideia que os dois concordaram era de uma "bolha amorfa de luz e energia" que se ergueria e perseguiria Kirk, mudando de forma durante a perseguição. Passaram-se semanas até que os visuais estivessem prontos para serem mostrados, bem depois da finalização das filmagens. Entretanto, assim que viu os efeitos, o diretor ficou decepcionado por sua baixa qualidade. Bennett e Shatner tentaram conseguir mais dinheiro para refilmarem o fim do filme, porém a Paramount recusou.
A ILM entregou para a Associates and Ferren o modelo da Enterprise, que tinha sido originalmente construído em 1978 pela Magicam para The Motion Picture. Entretanto, cenas que mostravam a nave na Doca Espacial da Terra, além da própria Doca Espacial, foram tiradas diretamente dos trabalhos da ILM em The Voyage Home. A miniatura da Enterprise tinha sido danificada quando fora emprestada para uma viagem promocional, fazendo com que trinta mil painéis fossem repintados a mão. Ferren continuou trabalhando com os modelos e outros efeitos visuais em seu estúdio de Nova Jérsei enquanto as filmagens principais terminavam. Os efeitos foram finalizados em Nova Iorque e enviados para Los Angeles; por exemplo, as imagens em tela azul com as miniaturas em controle de movimento foram feitas em Hoboken, Nova Jérsei. O chroma key foi substituído em Nova Iorque por um campo de estrelas – um único plano de uma nave viajando pelo espaço necessitava de cinquenta peças diferentes de película combinadas. Os efeitos da Grande Barreira no centro da galáxia foram criados com produtos químicos, que foram despejados em um grande tanque de água a fim de criar redemoinhos e outras reações. A "coluna de Deus", em que a entidade aparece, foi produzida ao rotacionar um cilindro rapidamente através do qual estava sendo emitida luz. Ferren usou um divisor de feixes para projetar a cabeça do ator George Murdock no cilindro, dando a impressão que o falso Deus residia dentro da coluna de luz.

### Edição
Shatner voltou para a Paramount dias após a finalização das filmagens a fim de supervisionar a edição, criação dos efeitos sonoros e música, além da integração dos efeitos visuais. O editor Peter E. Berger já tinha montado cortes brutos de várias sequências, com a produção iniciando a tarefa de tentar salvar o final do filme através da edição tendo apenas algumas semanas antes do prazo para finalização. O tempo em tela da entidade Deus foi reduzido e o efeito "bolha" de Ferren foi substituído por um plano fechado do rosto de Murdock junto com fumaça e raios. Shatner achou na época que os cortes "tiraram um coelho da cartola" ao resolverem muitos dos problemas do longa.
O corte de Shatner tinha pouco mais de duas horas de duração, isto sem a inclusão dos efeitos visuais e dos créditos, porém a Paramount achou muito longo. O estúdio desejava uma duração de aproximadamente uma hora e quarenta e cinco minutos, algo que garantiria duas exibições noturnas nos cinemas. Bennett recebeu a tarefa de reduzir o tempo de duração do filme, mesmo Shatner achando que nada poderia ser possivelmente removido. O diretor ficou horrorizado pela edição feita pelo produtor, com os dois discutindo sobre quais partes deveriam ser cortadas ou restauradas.
The Final Frontier recebeu críticas negativas em exibições teste iniciais. Apenas uma pequena porção do primeiro público teste considerou o filme "excelente", uma avaliação que a maioria dos filmes Star Trek anteriores tinham recebido. Segmentos do longa foram reeditados para o lançamento no cinema. Cinco minutos de imagens foram retiradas com o objetivo de melhorar o ritmo, com uma cena adicional da Ave de Rapina sendo incluída para deixar mais clara as circunstâncias do resgate de Kirk. A segunda exibição, que também estava com os efeitos visuais finais e sons no lugar, recebeu críticas bem mais positivas.

### Música

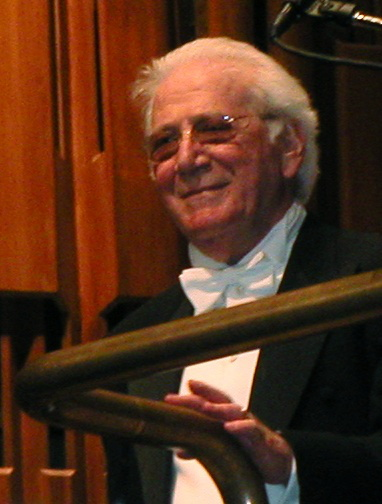
Jerry Goldsmith trouxe de volta vários de seus temas criados para The Motion Picture, adicionando mais ação e personalidade.

Segundo o crítico musical Jeff Bond, Shatner fez "pelo menos duas decisões sábias" durante todo o processo de produção de The Final Frontier: primeiro ele escolheu Laurence Luckinbill para interpretar Sybok, e segundo contratou Jerry Goldsmith para compor a trilha sonora. O compositor tinha criado a trilha original de The Motion Picture e este novo filme de Star Trek era uma grande oportunidade para produzir uma música em nível similar de ambição enquanto ao mesmo tempo adicionava mais ação e personalidade, duas coisas praticamente ausentes em The Motion Picture. Goldsmith não desejava acentuar os elementos cômicos da história com a trilha, achando que isso iria "[levar] o drama até o ponto da tolice". Ele focou-se no planeta Sha Ka Ree como sua tarefa mais difícil.
O tema principal de Goldsmith começa com as notas iniciais do tema de Alexander Courage para a série de televisão original; uma corda ascendente e uma ponte eletrônica levam a uma versão da marcha de The Motion Picture. De acordo com Bond, o uso da marcha principal do primeiro filme criou confusão dentre os fãs de The Next Generation, que não estavam familiarizados com a origem da música que também servia como tema principal da série. O tema dos klingons foi outra faixa que retornou de The Motion Picture depois de aparecer apenas na cena inicial do primeiro longa. O tema é tratado em The Final Frontier como um "estilo similar à Prokofiev diferente do contraponto avant-garde" ouvido em The Motion Picture. Goldsmith também adicionou uma sirene de chifre de carneiro.
A amplitude das locações de The Final Frontier fez Goldsmith afastar-se da abordagem de apenas dois temas de The Motion Picture em favor de diversos motivos condutores, usando músicas recorrentes para mesmo locais e personagens. Sybok é introduzido na cena inicial do filme com um motivo condutor sintetizado, enquanto a faixa é tocada de forma mais misteriosa enquanto Kirk e Spock discutem sobre o vulcano renegado à caminho de Nimbus III. O motivo também aparece na forma de ação quando Kirk e sua tripulação atacam a Cidade Paraíso a fim de resgatar os reféns. Um novo motivo de quatro notas tocadas por metais graves destaca a obsessão de Sybok quando este chega na Enterprise. O tema em si do personagem é usado a partir desse ponto tanto como algo mais benevolente quanto mais sombrio e percussivo.
O planeta Sha Ka Ree recebeu um tema de cinco notas que se assemelha ao tema de Goldsmith do filme Legend; de acordo com Bond, "as duas melodias representam ideias muito similares: perda de inocência e a trágica impossibilidade de recapturar o paraíso". A música contém violoncelos que transmitem uma qualidade piedosa, enquanto a aparição da entidade Deus começa com glissandi de cordas, porém transforma-se em uma versão sombria do tema de Sybok quando sua verdadeira natureza fica clara. Uma versão mais agressiva da música de Sybok em um ritmo de ataque começa quando a entidade parte para cima de Kirk, Spock e McCoy. O tema dos klingon assume uma personalidade mais sensível quando Spock pede ajuda, retornando para uma sequência poderosa quando a Ave de Rapina destrói a entidade Deus.
A trilha sonora original de The Final Frontier foi primeiramente lançada pela gravadora Epic Records junto com a estreia do filme, porém com apenas nove faixas apresentadas com vários cortes e fora de ordem cronológica, além da canção "The Moon Is a Window to Heaven" interpretada pela banda Hiroshima. A La-La Land Records lançou em 2010 uma edição especial da trilha limitada à cinco mil cópias, contendo a música completa do filme no primeiro disco e uma remasterização do álbum original com versões alternativas de algumas faixas no segundo disco. A Intrada Records licenciou em 2012 o álbum de 2010, relançando-o com exatamente o mesmo conteúdo. Tanto a edição da La-La Land quanto da Intrada possuíam um folheto com informações sobre a trilha e análises das faixas por Bond e Lukas Kendall.

### Efeitos sonoros
Mark Mangini trabalhou como projetista sonoro de The Final Frontier, tendo anteriormente trabalhado em The Motion Picture e The Voyage Home. Mangini estava preocupado sobre criar uma continuidade dentro dos sons de Star Trek e assim decidiu reusar alguns efeitos em vez de criar sons totalmente novos e diferentes. Dessa forma, o dispositivo de camuflagem da Ave de Rapina, os sons do teletransporte e a engenharia da Enterprise soam de maneira similar aos filmes anteriores. O projetista colaborou com Shatner para descobrir como efeitos completamente novos soariam; para o elo mental de Sybok, o diretor desejava sons de batidas do coração e respiração.
Mangini também ficou responsável pela sonoplastia e dublagem; editores de som criaram sons ambientes sincronizados com as ações que estavam ocorrendo em cena com o objetivo de enriquecer a paisagem sonora. Por exemplo, o som dos klingons andando foi alcançado através de correntes e couro para um som "duro".

## Temas
The Final Frontier apareceu dentre vários outros filmes que tinham histórias sobre buscas por Deus e significado espiritual; Peter Hansenberg considerou o longa como parte de uma tendência "quase elegante" de filmes de ficção científica da década de 1980 com temas religiosos. Larry Kreitzer argumenta que The Final Frontier foi "deliberadamente construído" para levantar questões de Deus e do conceito bíblico do paraíso, o Éden. Ace Pilkington foi além, afirmando que após as "preocupações teológicas" da série original e dos filmes anteriores, "onde mais a tripulação da Enterprise iria ... além da procura de Deus?" Pilkington salienta que o filme tem suas raízes em vários episódios da série como "The Apple", "Shore Leave" e "The Way to Eden", este último também contando com um homem brilhante que sequestra a nave para encontrar o lugar da criação; uma característica em comum entre os paraísos descritos por essas histórias são de que eles sempre parecem "bons de mais para ser verdade". John S. Schultes concorda, salientando que a ideia do paraíso foi vista muitas vezes durante a série, porém sempre de maneira ilusória ou amortecida.
Apesar de muitos episódios de Star Trek lidarem com divindades falsas, The Final Frontier é um de poucos momentos que, segundo acadêmico religioso Ross Shepard Kraemer, a franquia "confrontou e explorou intencionalmente questões teológicas, incluindo a existência de Deus". Kreitzer afirmou que este era o filme mais preocupado com as ideias religiosas. A crença no Éden persiste no futuro segundo a história, mesmo entre espécies alienígenas distintas como os klingons e os romulanos. Além disso, a visão de Deus é homogênea: ninguém contesta que Sybok se refira a Deus como um "ele". Kreitzer acredita que a interpretação teológica de The Final Frontier é oferecida por Kirk: "Talvez Ele não esteja lá fora, Magro. Talvez Ele esteja bem aqui, no coração humano".

## Recepção

### Lançamento
The Final Frontier era esperado para ser um dos maiores filmes do verão norte-americano e um sucesso garantido, mesmo sendo lançado em um mercado lotado com outras sequências e filmes de sucesso como Indiana Jones and the Last Crusade, Ghostbusters II e Batman. Nunca anteriormente houve tantas sequências sendo lançadas ao mesmo tempo quanto em 1989. Analistas esperavam que The Final Frontier arrecadasse quase duzentos milhões de dólares em bilheteria.
A divulgação incluía um jogo eletrônico para MS-DOS, parte de uma tendência cada vez maior de jogos relacionados com filmes. Uma romantização foi escrita por J. M. Dillard e permaneceu na lista dos mais vendidos do The New York Times por quatro semanas. A Paramount vendeu produtos temáticos por meio de catálogos, com a Kraft produzindo um dispensador de marshmallow. Apesar de Star Trek ter um mercado formado por fãs, produtos relacionados com filmes eram arriscados na época e até grandes sucessos de bilheteria poderiam não gozar do mesmo sucesso no merchandise. Star Trek não tinha um apelo de grande mercado, diferente de outros sucessos de verão, e assim não houve nenhuma grande promoção relacionada com comida ou bebida, porém broches e pôsteres foram vendidos em cinemas.
The Final Frontier foi o filme de maior bilheteria na América do Norte em sua primeira semana. Arrecadou 17,4 milhões de dólares na estreia e partir de 2202 salas, superando os 16,8 milhões feitos por The Voyage Home e tornando-se o melhor fim de semana de lançamento que qualquer outro filme de Star Trek até então. Entretanto, The Voyage Home fora exibido em 1349 cinemas com preços de ingresso menores. The Final Frontier teve uma queda de arrecadação de 58% em sua segunda semana, fazendo apenas 7,1 milhões; na terceira semana ele ganhou 3,7 milhões. Seu lançamento comercial foi de apenas dez semanas, o mais curto do que qualquer filme de Star Trek.
O filme arrecadou 52.210.049 de dólares nos Estados Unidos e ficou com uma bilheteria total mundial de aproximadamente 63 milhões. A temporada de 1989 foi outra recordista para a indústria do cinema, com as receitas da bilheteria norte-americana somando 2,05 bilhões de dólares. The Final Frontier foi o décimo filme de maior arrecadação, porém falhou em gerar os lucros esperados. Este e Pink Cadillac foram os primeiros fracassos de bilheteria do verão.

### Crítica
Shatner acordou Nimoy na manhã seguinte da noite de estreia para contar que o Los Angeles Times tinha dado uma resenha positiva para o longa. Pouco depois um repórter da televisão local também falou bem do filme, com o diretor posteriormente comentando que ele incorretamente "começou a sentir uma tendência [positiva]". The Final Frontier recebeu críticas em sua maior parte ruins. O agregador de resenhas Rotten Tomatoes indica um índice de aprovação de 23% e uma nota média de 4/10 baseado em 43 críticas, com o consenso sendo: "Cheio de sequências de ação chatas e uma história subdesenvolvida, este quinto filme de Trek é provavelmente o pior da série". Já no Metacritic, que cria uma nota a partir de uma média aritmética ponderada, o filme tem uma aprovação de 43/100 a partir de dezesseis resenhas.
Rob Lowing do Sun Herald achou que o filme era "simpático, mas mediano". Roger Ebert do Chicago Sun-Times e Rita Kempley do The Washington Post ambos deram resenhas negativas, afirmando que o longa era respectivamente "uma bagunça" e "um desastre". Caryn James do The New York Times considerou que The Final Frontier foi decepcionante tanto para fãs quanto para não-fãs, enquanto que Chris Hicks do Deseret News discordou, escrevendo que o longa abordou questões da mesma maneira como a série de televisão original costumava fazer e que os fãs iriam gostar. Lowing e David Ansen da Newsweek consideraram fraca a direção de Shatner das sequências de ação, com o primeiro comentando que a segunda metade do filme parecia sem rumo. Hicks disse que o humor amplo deu ao filme um tom inconsistente. Diferentemente, Chris Dafoe do The Globe and Mail o chamou de "o mais intencionalmente engraçado" de todos os longas da franquia lançados até aquele momento. David Sterritt do The Christian Science Monitor afirmou que The Final Frontier na melhor das hipóteses mostrou "lampejos" do humor que impulsionou The Voyage Home ao sucesso, com Lowing considerando que a direção de Shatner esteve no seu melhor durante os momentos cômicos.

"... os humanos e os klingons parecem juntar forças depois de um discurso fora de cena por um ex-líder klingon que tinha sido colocado de escanteio. Já que este líder é identificado como tendo sido mal tratado pelos klingons em sua aposentadoria, como ele repentinamente reconquistou a autoridade para negociar uma trégua? E nós realmente precisamos ver os poderosos klingons reduzidos à condição de convidados em um coquetel?"

— Roger Ebert,Chicago Sun-Times
Críticos como Ansen acharam que as interpretações dos personagens principais foram satisfatórias; "estes veteranos sabem tão bem os movimentos uns dos outros que eles encontraram uma boa taquigrafia cômica que consegue mais risadas das falas do que elas merecem". Stan James do The Advertiser escreveu que David Warner foi desperdiçado e que a maioria dos personagens não tinham qualquer "ímpeto e motivação". Em comparação, o Sybok de Laurence Luckinbill foi elogiado por críticos como Mike Clark do USA Today, que escreveu que "ele tem a voz e estatura dos vilões mais cintilantes e intelectuais da tela dourada", porém achou que ele nunca pareceu ameaçador. James considerou Sybok o "vilão [mais] distinto e cativante" da série desde Khan Noonien Singh de The Wrath of Khan.
Os efeitos especiais foram geralmente considerados ruins. Ryan Murphy do Miami Herald escreveu que o filme ruiu depois da chegada em Sha Ka Ree, onde os "grandes efeitos especiais que agraciaram as partes I a IV estão longe de serem vistos". Ebert concordou, dizendo que os visuais conseguiam inspirar admiração tão brevemente antes de dissolverem-se em "um espetáculo anticlimático de efeitos especiais com um toque de The Wizard of Oz jogado para boa medida". Kempley afirmou que o objetivo da Enterprise era "passar por um turbilhão impenetrável (Ha!) do que parece ser Windex cósmico, além do qual está o planeta Shockara, casa de Deus, ou talvez a Califórnia filmada através de um filtro roxo.
Bennett em parte culpou parte do fracasso de The Final Frontier pela alteração da tradicional data de lançamento na temporada de Ação de Graças para o período mais lotado do verão, além da difusão dos espectadores da franquia após a estreia de The Next Generation. Winter achou que a equipe deveria ter percebido que o enredo era muito reminiscente de V'Ger de The Motion Picture e que a procura por Deus era um erro; apesar dele ter achado que muitas partes do filme eram boas no fim das contas, os cineastas se apressaram para lançá-lo e quase mataram a franquia. O próprio Shatner mais tarde reconheceria que o filme quase encerrou a série, retrospectivamente chamado The Final Frontier de uma "tentativa gloriosa, mas fracassada" de um longa instigante que no fim não deu certo. Roddenberry considerou certos elementos da história como "apócrifos na melhor das hipóteses", desgostando particularmente da ideia que Sarek, o pai de Spock, tinha tido um filho com outra mulher antes de Amanda Grayson. Mesmo assim, o filme é considerado canônico. Até mesmo o ator George Takei esperava que o longa fosse uma decepção pois "o roteiro parecia meio confuso ... como se três histórias interessantes e separadas selaram-se à força em uma" que "fez duas horas confusas e por fim cansativas".
The Final Frontier foi considerado um fracasso comercial e de crítica, com sua performance ruim tendo colocado em risco a produção de mais filmes de Star Trek. Ele foi indicado a seis e venceu três prêmios Framboesas de Ouro, incluindo na categoria de Pior Filme do ano de 1989. Bennett recebeu permissão para desenvolver seu próprio conceito de uma prequela que teria novos atores interpretando os personagens originais na Academia da Frota Estelar. Loughery trabalhou com Bennett em uma história inspirada no filme Santa Fe Trail. Entretanto, Ned Tanen renunciou como presidente da Paramount e o apoio para a ideia do produtor desapareceu. O estúdio insistiu por outro filme estrelado pelo elenco original e assim Bennett decidiu deixar a franquia. Winter permaneceu e foi promovido a produtor principal, com o diretor Nicholas Meyer retornando para dirigir o último filme com o elenco da série de televisão: Star Trek VI: The Undiscovered Country.

### Home video
The Final Frontier foi lançado em home video pela primeira vez no formato VHS em dezembro de 1989, incluindo também uma versão em tela panorâmica. O filme permaneceu durante semanas entre os VHSs mais vendidos nos Estados Unidos, gozando de um ressurgimento de popularidade nos meses anteriores ao lançamento de The Undiscovered Country em 1991. O longa acabou tornando-se o terceiro título mais vendido da Paramount no terceiro bimestre de 1991. Uma versão em LaserDisc foi lançada em 1990 pela Pioneer LDCA, ficando como o 21º filme mais vendido da plataforma naquele ano.
O longa foi lançado em DVD no dia 20 de abril de 1999, porém em uma versão contendo apenas o filme e sem nenhum conteúdo extra. Ele foi relançado em DVD como uma "Edição Especial de Colecionador" com dois discos em 14 de outubro de 2003, possuindo diversos materiais bônus incluindo documentários de bastidores, a coletiva de imprensa realizada ao final das filmagens, uma entrevista com Shatner um dia antes do início das gravações, uma faixa de comentários em texto por Michael e Denise Okuda e uma faixa de comentários em áudio com Shatner e sua filha Lisbeth. Shatner desejava produzir uma versão do diretor da mesma maneira como havia ocorrido com The Motion Picture e The Wrath of Khan com efeitos melhorados e a inclusão de cenas cortadas do lançamento original, porém a Paramount não aprovou a ideia.
The Final Frontier foi lançado em Blu-ray em maio de 2009 com o objetivo de coincidir com a estreia nos cinemas do filme Star Trek, junto também com os outros cinco filmes estrelados pelo elenco original. Ele foi vendido individualmente ou junto com os outros longas em um pacote chamado Star Trek: Original Motion Picture Collection. O filme foi remasterizado em 1080p e com áudio Dolby TrueHD 7.1, contendo todos os extras do DVD de 2003 mais novos documentários de bastidores e uma faixa de comentários em áudio por Michael e Denise Okuda, Judith e Garfield Reeves-Stevens e Daren Dochterman. A versão Blu-ray também foi incluída em setembro de 2013 no pacote especial Star Trek: Stardate Collection que vinha com todos os primeiros dez filmes da franquia.